# Cetatea Șiriei

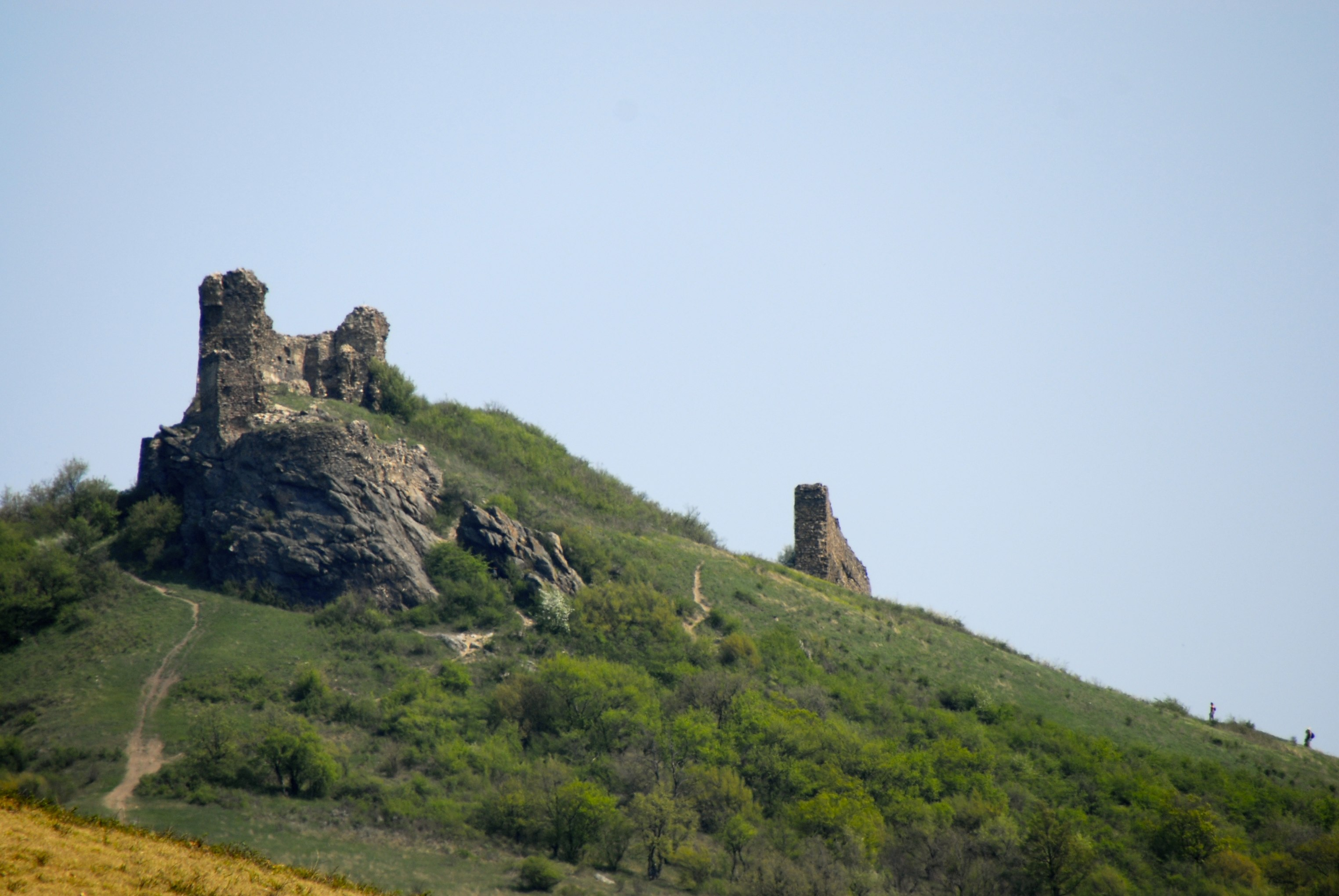
Cetatea Șiriei

Cetatea Șiria este o cetate monumente istoric (cod LMI AR-II-a-A-00650), datând din sec. al XIII-lea, zidită pe Dealul Cetății (496 m), de unde domină regiunea din jurul localității Șiria.

## Istoric
Potrivit unor presupuneri, castelul exista deja în secolul al XII-lea, dar prima sa mențiune scrisă a supraviețuit abia din 1324. În 1390, regele Sigismund l-a donat ispanului László Sárói din Temes, dar în anul următor l-a luat înapoi în schimbul altor moșii.
În 1439, regele Albert a dat castelul și cele 145 de orașe, sate și sălbăticie ale sale despotului sârb György Brankovics în schimbul lui Nándorfehérvár . În 1440, Ulászló I a confiscat castelul din cauza lipsei de loialitate a lui Brankovics, iar în 1441 l-a dăruit lui László Maróthy, domnul Aradului. Cu toate acestea, castelul era încă în mâinile lui Brankovics, iar acesta l-a predat lui János Hunyadi abia în 1444 . După moartea lui Hunyadi, castelul a fost moștenit de fiii săi László și Mátyás , dar Mátyás l-a transmis lui Mihály Szilágyi . În 1458, Mátyás, care conducea deja ca rege, l-a capturat pe Mihály Szilágyi și l-a închis în propriul său castel. [1]Szilágyi a reușit să evadeze în 1459; mai târziu, Mátyás s-a cedat față de el și i-a returnat bunurile. După moartea lui Szilágyi, văduva sa, Margit Báthori, a devenit moștenitoare.
În 1514, a fost ocupată de armata lui György Dózsa , iar apoi a căzut în mâinile lui János Szapolyai . În 1526, i -a dat-o lui Imre Czibak, episcopul de Várad. A fost ocupată de turci în 1566, iar Zsigmond Báthory a reușit să o recâștige abia în 1595 . La începutul anilor 1600, a intrat din nou sub stăpânire turcească. În 1606, căpitanul István Petneházy din Jena a încercat să-l obțină pentru István Bocskai , dar nu a reușit. În 1608, Bethlen a donat castelul, care era încă sub control turcesc, lui Gábor Petneházy, care a reușit să intre în proprietate abia în 1614. În 1615, paza mercenară a predat castelul Pașa din Lippa din cauza salariilor neplătite. În 1693 Sigbert Heistergeneral, dar până atunci castelul era deja într-o stare foarte dărăpănată.
În 1755, Imre Bohus a cumpărat castelul, ale cărui pietre le-a folosit pentru a-și construi castelul. În timpul răscoalei țărănești din 1784, autoritățile au distrus restul castelului cu un tun pentru ca acesta să nu poată oferi adăpost insurgenților.
Rolul îndeplinit de cetate era strategic, de apărare și economic având arondate 110 sate. Arhitectura cetății are câteva părți: corpul central clădit pe o stâncă de formă neregulată ovoidală cu diferențe de nivel. La vest peretele este lung de 24 m, înalt și cu găuri. Spre nord se văd rămășițele unui donjon (turn). A dispus de încăperi iar la subsol comunică în curtea exterioară printr-o ușă ce se închidea după necesități. 
Curtea exterioară avea dimensiuni de 36-38 m cu ziduri aproape intacte. Grosimea zidului este 130 cm, și înalt de 3,5 m. Spre nord este o deschizătură ce era una din porțile cetății. Peste șanțul din fața cetății a existat un pod mobil. Donjonul și zidul înconjurător sunt părțile cele mai vechi ale cetății. Donjonul cu vârful ruinat este lung de 109 m și lat de 18 m. În fața corpului central este un zid protector la o distanță de 2,5 m, închizând o curte mică de refugiu. Zidul înconjurător are lungimea de 28 m, cu intrare doar din partea de vest. Șanțul cetății situat în fața curții exterioare avea în unele porțiuni adâncimea de 10 m și o lățime de 14 m dar pe unele porțiuni a fost mai puțin abrupt.
Tunelurile subterane au înălțime de 1,9 m și o lățime la bază de 1,8 m. Porțile cetății sunt patru la număr. Poarta principală pe latura nord-est de 2,9 m la bază dispunând de doua deschizături alăturate - una mare pentru carosabil și alta mică pietonilor. Poarta pe latura verticală a zidului protector, realizând accesul peste șanțul lat de 12 m și adânc de 6 m. Poarta pe zidul laturii vestice a curții exterioare și ultima poartă (nesigură) în corpul central. Materialele de construcție folosite sunt: piatră adusă din cariera Galsa, de la o depărtare de 3,5 km, varul stins direct pe piatră (mortar cald). Proveniența lui era din varnițele de la Agrișul Mare situate la 12 km distanță peste deal. Etapele de execuție ale lucrărilor de construcție 3, succesive:
- Donjonul, cu construcțiile anexe: zidul înconjurător și o parte a corpului central (după invazia tătară la 1241 și a doua jumătate a sec. al XIII-lea).
- Corpul central și îngroșarea zidurilor cu contraforturi (în timpul domniei lui Iancu de Hunedoara).
- Amenajarea corpului central, curtea exterioară și zidul protector din fața corpului central de vest, în timpul stăpânirii familiei Báthory (a doua jumătate a sec. XV-lea și începutul celui celui de-al XVI-lea).

Sub stăpânirea turcilor zidurile au fost întărite sporind siguranța cetății în fața atacurilor. Stilul cetății este romanic, existând un donjon masiv, locuibil prevazut cu 2-3 etaje iar la partea superioară dispune de creneluri.